# Isotarphius reitteri
Isotarphius reitteri is een keversoort uit de familie somberkevers (Zopheridae). De wetenschappelijke naam van de soort werd in 1916 gepubliceerd door Karl Maria Heller.